# Waldstadion Homburg
Waldstadion Homburg – wielofunkcyjny stadion w Homburgu, w Niemczech. Został otwarty w dniach 14–15 sierpnia 1937 roku. Może pomieścić 16 488 widzów. Swoje spotkania rozgrywają na nim piłkarze klubu FC 08 Homburg.
Stadion został zainaugurowany w dniach 14–15 sierpnia 1937 roku. W późniejszych latach kilkukrotnie był modernizowany, m.in. w 1990 roku został wzbogacony o sztuczne oświetlenie. Pierwotnie obiekt nosił nazwę Hauptkampfbahn, w 1974 roku został przemianowany na Waldstadion. Gospodarzem stadionu jest klub piłkarski FC 08 Homburg, który w sezonach 1986/1987, 1987/1988 oraz 1989/1990 występował w Bundeslidze (wówczas Homburg był najmniejszym miastem w historii, mającym swoją drużynę w Bundeslidze). Na stadionie grywały reprezentacje młodzieżowe Niemiec, raz odbył się na nim również towarzyski mecz reprezentacji kobiecych (1 marca 2006 roku: Niemcy – Chiny 0:1).